# Timokrati
Timokrati är ett statsskick där politiska rättigheter fördelas utifrån individens förmögenhet. Systemet innebär att inflytande i staten är beroende av ekonomiska resurser, ofta kopplat till markägande.
Begreppet har sitt ursprung i den antika filosofin. Platon beskrev timokrati som ett styrelseskick där makten innehas av markägare och präglas av "stolta och hedersälskande" ledare. Enligt Platon utgör timokratin ett steg i en cyklisk utveckling av statsskick: från aristokrati till timokrati, vidare till oligarki, därefter demokrati och slutligen tyranni.
Ett historiskt exempel på timokrati är Solons konstitution i Aten under 500-talet f.Kr., där medborgerliga rättigheter och möjligheten att inneha ämbeten var beroende av individens förmögenhet. Timokratiska drag återfinns i flera statsförfattningar som tillämpar så kallade "förmögenhetsstreck".